# Цветкова, Наталья Михайловна
Наталья Михайловна Цветкова (7 июля 1922; Вышний Волочёк, РСФСР, СССР — 16 августа 2003; Москва, Россия) — советская и российская актриса театра и кино.

## Биография
Родилась 7 июля 1922 года в городе Вышний Волочёк Тверской губернии и Вышневолоцкого уезда.
После того, как Цветкова родилась, отец ушёл из семьи и мать одна воспитывала ребёнка. Девочка пошла учиться в среднюю вышневолоцкую школу № 1 по месту жительства, которую окончила спустя годы, после чего стала студенткой актёрского факультета Театрального училища им. М. С. Щепкина, обучалась на курсе Ильи Яковлевича Судакова. По большей степени Цветкова больше работала в качестве театральной актрисы, в различных театрах и много лет посвящала именно им, но и в фильмах снималась, правда намного меньше, играя небольшие, но яркие роли.
Ушла из жизни 16 августа 2003 года в Москве. Похоронена на Хованском кладбище.

## Фильмография
- 1947 — Поезд идёт на восток (трактористка)
- 1948 — Карандаш на льду (короткометражный) — Клава
- 1948 — Первоклассница
- 1948 — Три встречи (почтальон)
- 1949 — Кубанские казаки (молодая колхозница)
- 1949 — Счастливый рейс (Клава, заправщица)
- 1950 — Щедрое лето (колхозница)
- 1959 — Растеряева улица (фильм-спектакль) — Стеша
- 1976 — Предательница